# Ugo De Carolis (1899-1944)
Ugo De Carolis (Caivano, 18 marzo 1899 – Roma, 24 marzo 1944) è stato un ufficiale e partigiano italiano che, nel corso della seconda guerra mondiale, fu martire dell'eccidio delle Fosse Ardeatine e venne insignito della Medaglia d'oro al valor militare alla memoria. Fu decorato anche con una Medaglia d'argento e una di bronzo al valor militare.

## Biografia
Nacque a Caivano (vicino a Napoli) il 18 marzo 1899, penultimo dei sette figli (sei maschi e una femmina) di Federico dei marchesi de Carolis, alto magistrato, e di Beatrice Fossataro. All'età di diciotto anni partecipò alla prima guerra mondiale con il grado di sottotenente nel XII Reparto d'assalto, combattendo sul fronte del Piave e nel giugno 1918 prese parte al combattimento di Lasson; fu decorato con la Medaglia d'argento al valor militare e ricevette la promozione a tenente.
Nel 1921 passò nell'Arma dei Carabinieri e prestò servizio a Trento e a Trieste. Nel 1924 fu trasferito in Tripolitania, prendendo parte alle operazioni di riconquista della colonia e svolgendo anche incarichi politici. Rientrato in Patria nel 1926, prestò successivamente servizio nella Legione di Roma e presso la Scuola centrale di Firenze. Promosso capitano nel 1934, il 22 febbraio 1936 partì volontario per la Guerra d'Etiopia e in Somalia partecipò all'offensiva dell'Ogaden, distinguendosi alla testa della 4ª Banda autocarrata Reali Carabinieri nella conquista di Gunu Gadu e conseguendo la Medaglia di bronzo al valor militare.
Nel 1937 ritornò in Italia, divenendo aiutante maggiore della Legione di Trieste e poi comandante della Compagnia Tribunali di Roma. Promosso maggiore nel maggio 1942, entrò a far parte della Commissione Italiana d'Armistizio con la Francia (CIAF).
Conobbe nel 1935 Rosa Marturano, che sposò a Taranto, nella cattedrale di San Cataldo, il 3 luglio del 1937. L'anno seguente nacque il primogenito, Paolo; in seguito nasceranno i gemelli Nicoletta ed Enrico.

### Nella Resistenza
Alla data dell'8 settembre 1943 era di stanza a Torino, ma in seguito alla proclamazione dell'armistizio rientrò a Roma ed entrò in contatto con il Fronte militare clandestino. Nominato Capo di stato maggiore del Fronte clandestino di resistenza dei carabinieri, passò in clandestinità e fu attivissimo nella resistenza romana. Nonostante pendesse su di lui una taglia di 50.000 lire, continuò a spostarsi con un lasciapassare falso intestato a Roberto Tessitore.
Il 23 gennaio del 1944, a seguito di una delazione, fu catturato dalla Gestapo a casa di Elena Hoehn, amica di famiglia del colonnello Giovanni Frignani, assieme a quest'ultimo, a sua moglie e al capitano Raffaele Aversa. De Carolis, Frignani ed Aversa avevano partecipato all'arresto di Mussolini il 25 luglio 1943; tutti e tre furono torturati dai nazisti del colonnello Herbert Kappler nell'edificio di via Tasso.
Morì il 24 marzo 1944 nell'eccidio delle Fosse Ardeatine assieme ad altri 334 prigionieri. Venne decorato con la Medaglia d'oro al valor militare alla memoria.

### Commemorazioni
Alla memoria del maggiore Ugo de Carolis sono intitolati i seguenti luoghi:
- a Roma: la Scuola Allievi Ufficiali dei Carabinieri lungo la via Aurelia ed una via nella zona della Balduina, nel quartiere XIV Trionfale;[4]
- a Taranto: una via nel quartiere Italia-Montegranaro, una scuola media nel rione Tamburi e la caserma dei Carabinieri in viale Virgilio;
- una via a Castellaneta;
- una strada a Capua;
- un corso a Santa Maria Capua Vetere;
- ad Alcamo: la caserma della locale compagnia dei Carabinieri, che De Carolis comandò dal gennaio 1935 al febbraio 1936,[5] e la via adiacente;
- a Civitavecchia: la sede, oggi dismessa, dell'allora 11º Battaglione Trasmissioni "Leonessa" (l'odierno 11º Reggimento Trasmissioni, di stanza nella stessa città).

### Annotazioni
1. ↑  Due fratelli maggiori, Enrico e Paolo, morirono durante la prima guerra mondiale.
2. ↑  Originaria di Taranto figlia di Marturano e di Aure Messina (figlia del generale Giuseppe Messina). Ugo e Rosa erano cugini di terzo grado, poiché la moglie del generale era Adele de Carolis, cugina del padre di Ugo.

### Fonti
1. 1 2 3 4 5 6 7 8 9  Combattenti Liberazione.
2. 1 2  Carabinieri.
3. ↑  Carabinieri.
4. ↑   Luciana Frapiselli, Undici strade per undici martiri, in Monte Mario, n. 222, Roma, Associazione degli Amici di Monte Mario, Marzo 2004,  p. 3.
5. ↑   Lastra alla M.O.V.M. al Magg. Ugo De Carolis – Compagnia CC – Alcamo | Pietre della Memoria, su pietredellamemoria.it. URL consultato il 9 maggio 2019.
6. ↑  Sito web del Quirinale
7. ↑  Bollettino Ufficiale MDE 1923, pagina 1596.
8. ↑  Bollettino Ufficiale 1938, pag.401.